# Землі Венери
До земель Венери, згідно правилам планетної номенклатури, прийнятими Міжнародним астрономічним союзом, відносять великі височини. Згідно з тими ж правилами, їх називають на честь богинь любові в міфології різних країн.
На Венері виявлено всього 3 таких регіони:
| Назва          | Координати              | Розміри (км) |
| -------------- | ----------------------- | ------------ |
| Земля Афродіти | 104,8 з. д. и 5,8 ю. ш. | 10000        |
| Земля Іштар    | 27,5 з. д. и 70,4 с. ш. | 5610         |
| Земля Лади     | 20,0 з. д. и 62,5 ю. ш. | 8615         |

- Земля Афродіти — названа на честь грецької богині любові, аналог римської богині любові, на честь якої названа сама планета. Розташована в південній півкулі планети трохи нижче екватора.
- Земля Іштар — названа на честь богині любові в аккадській міфології. Розташована в північній півкулі планети. Тут знаходиться найвища точка на Венері, гори Максвелла.
- Земля Лади — названа на честь слов'янської богині любові. Розташована в маловивченій області південної півкулі планети.